# Ensemble (Physik)

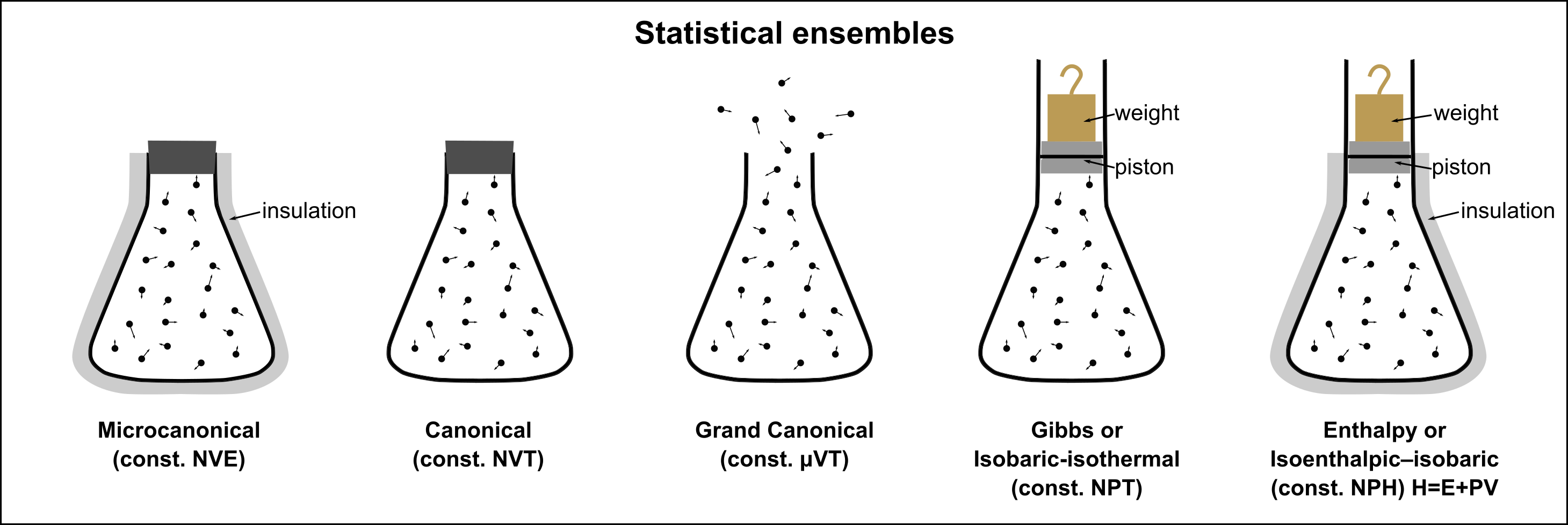
Darstellung verschiedener Ensemble

Ein Ensemble (anhörenⓘ) oder eine Gesamtheit ist in der statistischen Physik eine Menge gleichartig präparierter Systeme von Teilchen im thermodynamischen Gleichgewicht. Das Ensemble ist ein für die Theorie außerordentlich wichtiger Begriff, wenngleich man es in Wirklichkeit meist nur mit einer Teilmenge aus dem Ensemble, oft sogar nur mit einem einzigen System zu tun hat. Trotzdem stimmen statistische Vorhersagen, die aus der Ensembleannahme gewonnen werden, z. B. Ensemblemittelwerte, aufgrund der Ergodenhypothese mit zeitlichen Mittelwerten einzelner Systeme überein.
| Name (Alternativname)                                        | gegebene Größen          | im Gleichgewicht extremalisiertes thermodynamisches Potential | innere Energie {\displaystyle U}   | Realisierung                           | siehe auch            | zugehörige Zustandssumme |
| ------------------------------------------------------------ | ------------------------ | ------------------------------------------------------------- | ---------------------------------- | -------------------------------------- | --------------------- | ------------------------ |
| mikrokanonisches Ensemble                                    | {\displaystyle U,V,N}    | Entropie {\displaystyle S} maximal                            | konstant                           | abgeschlossene Systeme (Idealisierung) | statistische Entropie | mikrokanonische ZS       |
| kanonisches Ensemble                                         | {\displaystyle T,V,N}    | freie Energie {\displaystyle F} minimal                       | {\displaystyle U=TS+F}             | geschlossene Systeme im Wärmebad       | Boltzmann-Statistik   | kanonische ZS            |
| isotherm-isobares Ensemble (kanonisch-harmonisches Ensemble) | {\displaystyle T,p,N}    | freie Enthalpie {\displaystyle G} minimal                     | {\displaystyle U=TS-pV+G}          | geschlossene Systeme im Wärmebad       |                       |                          |
| großkanonisches Ensemble (superadditiv-kanonisches Ensemble) | {\displaystyle T,V,\mu } | großkanonisches Potential {\displaystyle \Omega } minimal     | {\displaystyle U=TS+\mu N+\Omega } | offene Systeme im Wärmebad             |                       | großkanonische ZS        |

mit den gegebenen Variablen
- Innere Energie {\displaystyle U} oder Temperatur {\displaystyle T}
- Volumen {\displaystyle V} oder Druck {\displaystyle p}
- Teilchenzahl {\displaystyle N} oder chemisches Potential {\displaystyle \mu } je Teilchensorte
- Entropie {\displaystyle S}

Im thermodynamischen Limes (und nur dann) liefern alle thermodynamischen Ensembles gleiche Ergebnisse.

## Weitere thermodynamische Ensembles
Neben den oben genannten Ensembles gibt es weitere. Ein Beispiel ist das semigroßkanonische Ensemble: Es eignet sich zur Beschreibung eines Systems aus mehreren Teilchensorten, in dem eine semipermeable Membran vorliegt, die nur für eine Teilchensorte durchlässig ist.
Im Reaktionsensemble treten Fluktuationen der Teilchenzahlen nur gemäß der Stöchiometrie der im System vorhandenen chemischen Reaktionen auf.

## Ensemble in der Quantenstatistik
In der Quantenstatistik wird mit einem Ensemble die gedachte Gesamtheit aller Systeme bezeichnet, die sich aus einem bestimmten quantenmechanischen Präparationsverfahren ergeben. Diese Systeme können aus je einem oder mehreren Teilchen bestehen.
Auf Ensembles beruht eine Interpretation der Heisenbergschen Unschärferelation, die Ensembleinterpretation.
Der quantenmechanische Zustandsbegriff ist von seiner Natur her statistisch zu sehen. Selbst bei bestmöglicher Präparation eines quantenmechanischen Systems, d. h. maximale Kenntnis im obigen Sinne, kann das System zwar durch einen reinen Zustand beschrieben werden, doch lassen sich selbst dann im Allgemeinen keine Aussagen über den Ausgang eines Einzelexperiments treffen. Vielmehr sind alle Aussagen über den Ausgang eines Versuchs statistisch, d. h., es werden Mittelwerte, Standard-Abweichungen und andere Momente von Wahrscheinlichkeitsverteilungen vorhergesagt. Der Ursprung dieses Charakters der Quantenmechanik kann in der Heisenbergsche Unschärferelation gesehen werden.
Die Quantenmechanik trifft daher keine Aussagen über einzelne Messungen an einem System, sondern vielmehr über die möglichst oft wiederholte Messung unter den gleichen Präparationsbedingungen. Daher ist es auch zweifelhaft, ob der Begriff Zustand als die Beschreibung der Eigenschaften eines konkreten einzelnen Quantensystems zulässig ist. Die moderne Interpretation der Quantenmechanik versteht unter diesem Begriff die Gesamtheit von sehr vielen (im Idealfall beliebig vielen) unter gleichen Bedingungen unabhängig voneinander präparierten Systemen gleicher Art. Diese Gesamtheit wird als Ensemble bezeichnet.
Der Begriff des Ensembles legt es nun nahe, den Zustandsbegriff in der gleichen Weise wie in der statistischen Mechanik zu erweitern. Wir sehen nämlich, dass zwar jeder reine Zustand ein Ensemble definiert, allerdings sind nicht alle Ensembles quantenmechanischer Zustände durch reine Zustände zu charakterisieren. Der Grund dafür liegt in der Tatsache, dass niemand den Präparator in dem obigen Schema dazu zwingt, möglichst exakt zu präparieren. Der einfachste Fall ist z. B., dass bei der Präparation zufällig mit gewissen Wahrscheinlichkeiten zwischen verschiedenen "reinen" Präparationen gewechselt wird. Eine solche Präparation nennt man ein Gemisch.
Liegt z. B. ein Gemisch verschiedener Zustände vor, bei der mit Wahrscheinlichkeit {\displaystyle p_{\mathrm {i} }} der reine Zustand {\displaystyle \left|\psi _{i}\right\rangle } präpariert wurde, so wird dieses Ensemble durch die Dichtematrix
{\displaystyle \rho =\sum _{\mathrm {i} }p_{\mathrm {i} }\left|\psi _{\mathrm {i} }\right\rangle \left\langle \psi _{\mathrm {i} }\right|}
beschrieben. Man beachte, dass die einzelnen Terme dieser Summe keine Information über die globale Phase der Zustände {\displaystyle \left|\psi _{\mathrm {i} }\right\rangle } enthalten, es sich also bei einem gemischten Zustand nicht um eine kohärente Superposition von reinen Zuständen handelt.
Allgemein kann man zeigen, dass jedes Ensemble, insbesondere solche, die durch schlechte Präparation entstehen, durch gemischte Zustände definiert werden können. Allerdings lassen sich solche Zustände, im Gegensatz zur klassischen statistischen Mechanik, nicht eindeutig in reine Zustände zerlegen. Verschiedene Gemische können den gleichen Zustand definieren. Dies ist ein weiterer Grund dafür, dass es unzulässig ist, gemischte Zustände als Ensemble von reinen Zuständen, die alle ein Einzelsystem beschreiben, aufzufassen.